# AT-X
AT-X (アニメシアターX, Anime Shiatā Ekkusu, "Anime Theater X") is een Japans anime televisienetwerk van AT-X, Inc. (株式会社エー・ティー・エックス, Kabushiki kaisha Ē-Tī-Ekkusu). AT-X, Inc. werd op 26 juni 2000 opgericht als dochtermaatschappij van TV Tokyo Medianet, welke zelf weer een dochtermaatschappij is van TV Tokyo (TXN). Het hoofdkantoor ligt in Minato, Tokyo. Het AT-X-netwerk zendt anime uit via satelliet en kabel sinds 24 december 1997.
Als een betaalkanaal staat bekend AT-X om het uitzenden van niet-gecensureerde versies van anime zoals Mahoromatic en High School DxD, die normaal gesproken gecensureerd worden bij televisiezenders zoals TV Tokyo door naaktheid en andere factoren.